# Zygzak (połączenie)

Połączenie w zygzak uzwojeń górnego napięcia z wyprowadzonym punktem neutralnym

Zygzak jest rodzajem połączenia w układach trójfazowych, oznaczanym symbolem Z (dla uzwojenia górnego napięcia) lub z (dla uzwojenia dolnego napięcia), połączenia z wyprowadzonym punktem neutralnym oznaczane są ZN oraz zn. Połączenie w zygzak zazwyczaj stosuje po stronie dolnego napięcia gdzie występuje duża asymetria obciążenia faz np. w obwodach oświetleniowych. Pozwala to na równomierne rozłożenie obciążenia po stronie pierwotnej gdy strona wtórna jest obciążona nierównomiernie. Połączenie w zygzak po stronie górnego napięcia jest stosowane między innymi w transformatorach uziemiających.
Dla uzyskania takiego samego napięcia przy zygzaku jak przy gwieździe należy użyć o 15% więcej zwojów. Z tego powodu transformatory w układzie Yz są droższe od transformatorów Yy o tej samej mocy.